# Hemyock
Hemyock – wieś i civil parish w Anglii, w Devon, w dystrykcie Mid Devon. W 2011 civil parish liczyła 2163 mieszkańców. Hemyock jest wspomniana w Domesday Book (1086) jako Hamihoch/Hamihoc.